# Lamprosema exculta
Lamprosema exculta là một loài bướm đêm trong họ Crambidae.